# Caracol (fornlämning)
Caracol är en fornlämning i Belize.   Den ligger i distriktet Cayo, i den sydvästra delen av landet, 70 km sydväst om huvudstaden Belmopan. Caracol ligger 525 meter över havet.
Terrängen runt Caracol är huvudsakligen platt, men söderut är den kuperad. Terrängen runt Caracol sluttar västerut. Runt Caracol är det glesbefolkat, med 10 invånare per kvadratkilometer..
I omgivningarna runt Caracol växer i huvudsak städsegrön lövskog.